# Mohamed Haddouche
Pour les articles homonymes, voir Haddouche.
Mohamed Haddouche est un joueur d'échecs algérien né le 18 août 1984. Grand maître international depuis 2014, il a remporté six fois le championnat d'Algérie : en 2009 et cinq fois de suite de 2011 à 2015.
Au 1er août 2016, il est le numéro un algérien avec un classement Elo de 2 494.
Il a représenté l'Algérie lors de cinq olympiades de 2006 à 2014.